# Ohtaniïta
L'ohtaniïta és un mineral de la classe dels silicats. Rep el nom del professor Eiji Ohtani.

## Característiques
L'ohtaniïta és un silicat de fórmula química Mg₃(Si₀,₅◻₀,₅)Si₂O₈. Va ser aprovada com a espècie vàlida per l'Associació Mineralògica Internacional en el mes de juny de l'any 2024, i publicada pocs mesos després. Cristal·litza en el sistema ortoròmbic.
L'exemplar que va servir per a determinar l'espècie, el que es coneix com a material tipus, es troba conservat a les col·leccions mineralògiques del Museu d'Història Natural de la Universitat de Florència, a Itàlia, amb el número de catàleg: 3238/I.

## Formació i jaciments
Va ser descoberta al meteorit Suizhou, recollit el 15 d'abril de 1986 a la localitat de Xihe, dins el districte de Zengdu de la ciutat-prefectura de Suizhou (Hubei, República Popular de la Xina). Es tracta d'un mineral amb la química dels piroxens però amb l'estructura de la wadsleyita, caracteritzada per la diferent xarxa cristal·lina i per propietats físiques úniques, cosa que suggereix una transformació induïda per la compressió del xoc del meteorit. Aquest meteorit és l'únic indret de tot el planeta on ha estat descrita aquesta espècie mineral.